# Чемпионат Украины по лёгкой атлетике 2013
Чемпионат Украины по лёгкой атлетике 2013 года прошёл в Донецке на стадионе «Олимпийский» с 24 по 27 июля.
На протяжении 2013 года в различных городах были проведены также чемпионаты Украины в отдельных дисциплинах лёгкой атлетики:
- 1—2 февраля — зимний чемпионат Украины по спортивной ходьбе (Евпатория)
- 19—21 февраля — зимний чемпионат Украины по длинным метаниям (Ялта)
- 30—31 марта — весенний чемпионат Украины по кроссу (Цюрупинск)
- 6 апреля — чемпионат Украины по горному бегу (Киев)
- 9 мая — чемпионат Украины по полумарафону (Днепропетровск)
- 6 июня — чемпионат Украины по бегу на 10 000 метров (Ялта)
- 15 июня — чемпионат Украины по спортивной ходьбе на 20 км (Сумы)
- 28—30 июня — чемпионат Украины по 48-часовому бегу (Винница)
- 31 августа — чемпионат Украины по бегу на 10 км (Славянск)
- 21—22 сентября — чемпионат Украины по суточному бегу (Киев)
- 29 сентября — чемпионат Украины по бегу на 1 милю (Черновцы)
- 6 октября — чемпионат Украины по марафону (Белая Церковь)
- 20 октября — чемпионат Украины по спортивной ходьбе на 50 км (Ивано-Франковск)
- 25—26 октября — осенний чемпионат Украины по кроссу (Белая Церковь)

## Медалисты

### Призёры
| Дисциплина             | Золото                                                                                          | Золото   | Серебро                                                                                          | Серебро  | Бронза                                                                               | Бронза   |
| ---------------------- | ----------------------------------------------------------------------------------------------- | -------- | ------------------------------------------------------------------------------------------------ | -------- | ------------------------------------------------------------------------------------ | -------- |
| 100 метров             | Виталий Корж Сумская область                                                                    | 10,51    | Игорь Бодров Харьковская область                                                                 | 10,52    | Эмиль Ибрагимов Черновицкая область                                                  | 10,74    |
| 200 метров             | Сергей Смелик Луганская область                                                                 | 20,52    | Эмиль Ибрагимов Черновицкая область                                                              | 21,23    | Олег Половица Киевская область                                                       | 21,54    |
| 400 метров             | Виталий Бутрым Сумская область                                                                  | 46,24    | Евгений Гуцол Сумская область                                                                    | 46,71    | Владимир Бураков Запорожская область                                                 | 46,86    |
| 800 метров             | Виктор Тюменцев Киевская область                                                                | 1.50,71  | Александр Осмолович Житомирская область                                                          | 1.50,99  | Игорь Давыдов Киев                                                                   | 1.51,95  |
| 1500 метров            | Александр Борисюк Волынская область                                                             | 3.39,38  | Владимир Киц Киевская область                                                                    | 3.39,84  | Станислав Маслов Киевская область                                                    | 3.39,95  |
| 5000 метров            | Александр Борисюк Волынская область                                                             | 13.51,67 | Владимир Киц Киевская область                                                                    | 13.52,69 | Роман Романенко Закарпатская область                                                 | 13.53,09 |
| 110 м с барьерами      | Сергей Копанайко Киев                                                                           | 13,89    | Артём Шаматрин Киев                                                                              | 14,12    | Юрий Кумка Винницкая область                                                         | 14,77    |
| 400 м с барьерами      | Денис Нечипоренко Черкасская область                                                            | 51,36    | Денис Тесленко Кировоградская область                                                            | 51,96    | Сергей Бородин Киев                                                                  | 52,16    |
| 3000 м с препятствиями | Павел Олейник Черниговская область                                                              | 8.53,82  | Виктор Косянчук Житомирская область                                                              | 8.59,30  | Сергей Лысенко Полтавская область                                                    | 9.00,46  |
| Эстафета 4×100 м       | Харьковская область · Даниил Емельяненко · Руслан Перестюк · Александр Устименко · Игорь Бодров | 40,55    | Запорожская область · Сергей Костенко · Евгений Горбачёв · Роман Кравцов · Виталий Головань      | 41,07    | Донецкая область · Даниил Акимочкин · Денис Денисов · Роман Макаренко · Игорь Гречка | 41,64    |
| Эстафета 4×400 м       | Житомирская область · Роман Ярко · Виктор Забела · Максим Костичев · Дмитрий Гедзюк             | 3.14,63  | Черкасская область · Вадим Харьковский · Даниил Даниленко · Игорь Нечепурний · Денис Нечипоренко | 3.15,64  | Винницкая область · Иван Витов · Роман Головащенко · Михаил Кныш · Николай Огоровий  | 3.16,01  |
| Прыжок в высоту        | Юрий Крымаренко Киев                                                                            | 2,28     | Дмитрий Демьянюк Львовская область                                                               | 2,25     | Андрей Проценко Херсонская область                                                   | 2,25     |
| Прыжок с шестом        | Александр Корчмид Киевская область                                                              | 5,60     | Владислав Ревенко Киевская область                                                               | 5,40     | Денис Юрченко Донецкая область                                                       | 5,40     |
| Прыжок в длину         | Тарас Неледва Луганская область                                                                 | 7,58     | Виктор Емец Полтавская область                                                                   | 7,47     | Дмитрий Тыдень Хмельницкая область                                                   | 7,36     |
| Тройной прыжок         | Виктор Ястребов Киевская область                                                                | 16,62    | Юрий Опацкий Донецкая область                                                                    | 16,53    | Люкман Адамс Россия                                                                  | 16,53    |
| Толкание ядра          | Андрей Бородкин Тернопольская область                                                           | 19,53    | Дмитрий Савицкий Одесская область                                                                | 18,50    | Николай Багач Киевская область                                                       | 18,42    |
| Метание диска          | Никита Нестеренко Днепропетровская область                                                      | 58,74    | Иван Панасюк Тернопольская область                                                               | 56,15    | Дмитрий Поздняков Донецкая область                                                   | 52,38    |
| Метание молота         | Евгений Виноградов Киев                                                                         | 76,70    | Алексей Сокирский Крым                                                                           | 76,50    | Дмитрий Миколайчук Киевская область                                                  | 72,30    |
| Метание копья          | Юрий Кушнирук Запорожская область                                                               | 73,62    | Рустем Дремджи Крым                                                                              | 73,10    | Александр Ничипорчук Киев                                                            | 72,96    |
| Десятиборье            | Василий Иваницкий Львовская область                                                             | 7291     | Иван Шофул Киевская область                                                                      | 6860     | Артур Суюнов Запорожская область                                                     | 6838     |

### Женщины
| Дисциплина             | Золото                                                                                  | Золото        | Серебро                                                                                  | Серебро  | Бронза                                                                                         | Бронза   |
| ---------------------- | --------------------------------------------------------------------------------------- | ------------- | ---------------------------------------------------------------------------------------- | -------- | ---------------------------------------------------------------------------------------------- | -------- |
| 100 метров             | Наталья Погребняк Харьковская область                                                   | 11,54         | Ирина Васькив Львовская область                                                          | 11,90    | Наталья Строгова Луганская область                                                             | 11,91    |
| 200 метров             | Елизавета Брызгина Киев                                                                 | 22,72         | Кристина Стуй Киев                                                                       | 23,38    | Виктория Пятаченко Сумская область                                                             | 23,39    |
| 400 метров             | Наталья Пигида Киевская область                                                         | 51,37         | Алина Логвиненко Донецкая область                                                        | 51,98    | Ольга Ляховая Полтавская область                                                               | 52,05    |
| 800 метров             | Лилия Лобанова Донецкая область                                                         | 2.03,46       | Людмила Потапенко Донецкая область                                                       | 2.04,19  | Ксения Савина Крым                                                                             | 2.05,10  |
| 1500 метров            | Наталия Прищепа Ровенская область                                                       | 4.18,55       | Мария Шаталова Крым                                                                      | 4.18,66  | Валентина Жудина Одесская область                                                              | 4.19,25  |
| 5000 метров            | Виктория Погорельская Харьковская область                                               | 15.48,43      | Яна Янош Полтавская область                                                              | 16.07,02 | Татьяна Вернигор Харьковская область                                                           | 16.21,81 |
| 100 м с барьерами      | Анна Плотицына Харьковская область                                                      | 13,05         | Юлия Должкова Днепропетровская область                                                   | 13,44    | Елена Яновская Киев                                                                            | 13,46    |
| 400 м с барьерами      | Юлия Сухотская Житомирская область                                                      | 1.00,13       | Мария Миколенко Черниговская область                                                     | 1.00,67  | Татьяна Мельник Кировоградская область                                                         | 1.02,85  |
| 3000 м с препятствиями | Валерия Мара Крым                                                                       | 9.57,64       | Валентина Килярская Николаевская область                                                 | 10.27,47 | Оксана Райта Львовская область                                                                 | 10.27,68 |
| Эстафета 4×100 м       | Львовская область · Ольга Горшкова · Ирина Савка · Ирина Васькив · Ирина Корнева        | 45,44         | Запорожская область · Юлия Фенухина · Ольга Пушкина · Ольга Семчишина · Ксения Курнавина | 46,39    | Житомирская область · Мария Ковальчук · Марина Янчик · Анастасия Шиманская · Александра Силина | 47,02    |
| Эстафета 4×400 м       | Донецкая область · Дарья Приступа · Алина Логвиненко · Лилия Лобанова · Виктория Ткачук | 3.33,04       | Киев · Анастасия Ковалёва · Ольга Бибик · Ольга Земляк · Юлия Краснощок                  | 3.36,81  | Ровненская область · Елена Колесниченко · Наталия Прищепа · Екатерина Климюк · Яна Пятковская  | 3.40,58  |
| Прыжок в высоту        | Оксана Окунева Николаевская область                                                     | 1,92          | Наталия Гапчук Житомирская область                                                       | 1,89     | Валентина Ляшенко Киевская область                                                             | 1,89     |
| Прыжок с шестом        | Екатерина Козлова Донецкая область                                                      | 4,20          | Анна Шелех Донецкая область                                                              | 4,20     | Ксения Черткошвили Донецкая область                                                            | 4,00     |
| Прыжок в длину         | Анастасия Мохнюк Киевская область                                                       | 6,47          | Ирина Николаева Черкасская область                                                       | 6,45     | Анна Корнута Харьковская область                                                               | 6,43     |
| Тройной прыжок         | Наталья Ястребова Крым                                                                  | 14,15 (ветер) | Руслана Цихоцкая Черновицкая область                                                     | 14,05    | Ирина Николаева Черкасская область                                                             | 13,69    |
| Толкание ядра          | Галина Облещук Ивано-Франковская область                                                | 18,40         | Анна Самолюк Киевская область                                                            | 15,70    | Юлия Саган Волынская область                                                                   | 14,06    |
| Метание диска          | Наталья Семёнова Донецкая область                                                       | 59,34         | Виктория Клочко Днепропетровская область                                                 | 56,12    | Юлия Курило Донецкая область                                                                   | 52,42    |
| Метание молота         | Наталья Золотухина Черкасская область                                                   | 67,00         | Ирина Секачёва Киевская область                                                          | 66,22    | Ирина Новожилова Херсонская область                                                            | 61,41    |
| Метание копья          | Маргарита Дорожон Харьковская область                                                   | 62,01         | Анна Гацко Запорожская область                                                           | 61,18    | Вера Ребрик Крым                                                                               | 60,22    |
| Семиборье              | Алина Фёдорова Киевская область                                                         | 5792          | Ольга Пушкина Запорожская область                                                        | 5456     | Наталья Башли Одесская область                                                                 | 4837     |

## Зимний чемпионат Украины по длинным метаниям и чемпионат Украины по бегу на 10 000 метров

### Мужчины
| Дисциплина     | Золото                           | Золото   | Серебро                               | Серебро  | Бронза                                  | Бронза   |
| -------------- | -------------------------------- | -------- | ------------------------------------- | -------- | --------------------------------------- | -------- |
| Метание диска  | Алексей Семёнов Донецкая область | 61,13    | Владимир Костюченко Киевская область  | 58,44    | Сергей Пругло Крым                      | 56,44    |
| Метание молота | Евгений Виноградов Киев          | 74,15    | Алексей Сокирский Крым                | 73,13    | Дмитрий Миколайчук Киевская область     | 72,60    |
| Метание копья  | Александр Ничипорчук Киев        | 80,05    | Николай Шама Ровенская область        | 76,88    | Рустем Дремджи Крым                     | 75,35    |
| 10 000 м       | Сергей Лебедь Донецкая область   | 28.21,12 | Александр Ситковский Донецкая область | 28.57,53 | Игорь Гелетий Ивано-Франковская область | 29.01,91 |

### Женщины
| Дисциплина     | Золото                               | Золото   | Серебро                           | Серебро  | Бронза                                   | Бронза   |
| -------------- | ------------------------------------ | -------- | --------------------------------- | -------- | ---------------------------------------- | -------- |
| Метание диска  | Наталья Семёнова Донецкая область    | 57,64    | Юлия Курило Донецкая область      | 57,38    | Виктория Клочко Днепропетровская область | 53,79    |
| Метание молота | Ирина Новожилова Херсонская область  | 69,49    | Анна Скидан Киев                  | 68,44    | Наталья Золотухина Черкасская область    | 66,24    |
| Метание копья  | Вера Ребрик Крым                     | 63,36    | Анна Хабина Киев                  | 60,98    | Екатерина Дерун Киев                     | 55,10    |
| 10 000 м       | Татьяна Вернигор Харьковская область | 33.21,17 | Анна Носенко Черниговская область | 33.33,06 | Екатерина Карманенко Ровенская область   | 33.36,26 |

## Чемпионаты Украины по спортивной ходьбе

### Мужчины
| Дисциплина            | Золото                           | Золото     | Серебро                             | Серебро    | Бронза                                | Бронза     |
| --------------------- | -------------------------------- | ---------- | ----------------------------------- | ---------- | ------------------------------------- | ---------- |
| Ходьба 20 км (зимний) | Андрей Ковенко Винницкая область | 1:20.22    | Руслан Дмитренко Донецкая область   | 1:21.45    | Иван Лосев Донецкая область           | 1:22.08    |
| Ходьба 20 км          | Алексей Казанин Донецкая область | 1:23.30,0h | Игорь Лященко Киевская область      | 1:25.20,0h | Александр Вербицкий Киевская область  | 1:26.10,0h |
| Ходьба 35 км (зимний) | Игорь Главан Киевская область    | 2:31.15h   | Сергей Будза Киевская область       | 2:32.13h   | Алексей Казанин Донецкая область      | 2:32.36h   |
| Ходьба 50 км          | Игорь Сахарук Волынская область  | 3:57.24,0h | Андрей Гречковский Киевская область | 3:58.26,0h | Александр Романенко Винницкая область | 3:59.46,0h |

### Женщины
| Дисциплина            | Золото                              | Золото     | Серебро                          | Серебро    | Бронза                             | Бронза     |
| --------------------- | ----------------------------------- | ---------- | -------------------------------- | ---------- | ---------------------------------- | ---------- |
| Ходьба 20 км (зимний) | Людмила Оляновская Киевская область | 1:30.26    | Ольга Яковенко Винницкая область | 1:30.38    | Инна Кашина Сумская область        | 1:32.58    |
| Ходьба 20 км          | Инна Кашина Сумская область         | 1:34.59,0h | Людмила Шелест Сумская область   | 1:39.56,0h | Галина Яковчук Житомирская область | 1:40.26,0h |

### Мужчины
| Дисциплина          | Золото                                   | Золото | Серебро                                 | Серебро | Бронза                                  | Бронза |
| ------------------- | ---------------------------------------- | ------ | --------------------------------------- | ------- | --------------------------------------- | ------ |
| Кросс 4 км (весна)  | Павел Верецкий Донецкая область          | 12.24  | Илья Сухарев Донецкая область           | 12.27   | Василий Коваль Житомирская область      | 12.33  |
| Кросс 10 км (весна) | Александр Матвийчук Хмельницкая область  | 31.01  | Богдан Семенович Киевская область       | 31.41   | Игорь Гелетий Ивано-Франковская область | 31.42  |
| Кросс 4 км (осень)  | Александр Борисюк Волынская область      | 11.49  | Владимир Киц Киевская область           | 11.54   | Павел Олейник Черниговская область      | 11.57  |
| Кросс 10 км (осень) | Роман Романенко Днепропетровская область | 31.05  | Игорь Гелетий Ивано-Франковская область | 31.09   | Руслан Савчук Полтавская область        | 31.10  |
| Горный бег 14,8 км  | Руслан Печников Киев                     | 53.56  | Богдан Тищук Волынская область          | 54.44   | Евгений Глыва Сумская область           | 56.06  |

### Женщины
| Дисциплина         | Золото                                    | Золото | Серебро                                  | Серебро | Бронза                                    | Бронза |
| ------------------ | ----------------------------------------- | ------ | ---------------------------------------- | ------- | ----------------------------------------- | ------ |
| Кросс 4 км (весна) | Виктория Погорельская Харьковская область | 14.21  | Наталья Батрак Харьковская область       | 14.25   | Валентина Килярская Николаевская область  | 14.33  |
| Кросс 8 км (весна) | Юлия Шматенко Херсонская область          | 32.13  | Анна Восколович Харьковская область      | 32.21   | Александра Олейник Николаевская область   | 32.34  |
| Кросс 4 км (осень) | Юлия Шматенко Херсонская область          | 13.35  | Наталья Батрак Харьковская область       | 13.56   | Виктория Погорельская Харьковская область | 13.57  |
| Кросс 8 км (осень) | Ольга Котовская Ровенская область         | 28.32  | Валентина Килярская Николаевская область | 28.44   | Елена Бурковская Ровенская область        | 29.07  |
| Горный бег 7,4 км  | Ольга Яроцкая Киев                        | 31.58  | Елена Фёдорова Киев                      | 32.05   | Ольга Луц Киев                            | 33.06  |

## Чемпионаты Украины по бегу на шоссе

### Мужчины
| Дисциплина     | Золото                                  | Золото  | Серебро                                  | Серебро | Бронза                               | Бронза  |
| -------------- | --------------------------------------- | ------- | ---------------------------------------- | ------- | ------------------------------------ | ------- |
| 1 миля         | Александр Борисюк Волынская область     | 4.31,0  | Артём Казбан Днепропетровская область    | 4.31,8  | Владимир Киц Киевская область        | 4.32,7  |
| 10 км          | Игорь Гелетий Ивано-Франковская область | 29.42,0 | Роман Романенко Днепропетровская область | 29.48,0 | Александр Бабарыка Ровенская область | 29.53,0 |
| Полумарафон    | Игорь Русс Киев                         | 1:06.5h | Юрий Русюк Волынская область             | 1:07.4h | Сергей Дуган Черновицкая область     | 1:09.3h |
| Марафон        | Игорь Олефиренко Киевская область       | 2:14.10 | Эйоб Волдегиоргис Эфиопия                | 2:16.07 | Михаил Иверук Ровенская область      | 2:16.10 |
| Суточный бег   | Олег Яковлев Россия                     | 203,990 | Константин Патрикеев Россия              | 200,657 | Александр Гришин Россия              | 181,883 |
| 48-часовой бег | Юрий Шилов Днепропетровская область     | 275,104 | Василий Дюкин Россия                     | 262,573 | Дмитрий Пасичник Винницкая область   | 252,075 |

### Женщины
| Дисциплина     | Золото                               | Золото  | Серебро                             | Серебро | Бронза                                | Бронза  |
| -------------- | ------------------------------------ | ------- | ----------------------------------- | ------- | ------------------------------------- | ------- |
| 1 миля         | Алина Панаинте Румыния               | 6.03,2  | Татьяна Савлук Волынская область    | 6.05,7  | Елена Борисюк Волынская область       | 6.06,7  |
| 10 км          | Татьяна Головченко Сумская область   | 34.39,0 | Татьяна Вилисова Россия             | 34.39,0 | Илона Барванова Крым                  | 34.45,0 |
| Полумарафон    | Татьяна Вернигор Харьковская область | 1:16.4h | Виктория Потерюк Ровенская область  | 1:26.1h | Анна Пешкова Днепропетровская область | 1:26.4h |
| Марафон        | Светлана Станко Ровенская область    | 2:40.05 | Людмила Шелест Сумская область      | 2:58.36 | Людмила Пушкина Херсонская область    | 2:59.45 |
| Суточный бег   | Галина Пономарёва Россия             | 173,725 | Людмила Скалыга Киев                | 160,173 | Галина Андрийчук Киев                 | 133,937 |
| 48-часовой бег | Галина Слепенцева Россия             | 233,431 | Лариса Лабарткава Львовская область | 212,230 | Елена Кучкарова Россия                | 207,509 |